# Jiljí Hůlek
Jiljí Hůlek (1. ledna 1894 Hořičky – 20. dubna 1975 Senohraby) byl český římskokatolický duchovní, učitel a dlouholetý ředitel Ústavu pro hluchoněmé v Hradci Králové.

## Život
Jiljí Hůlek se narodil v Hořičkách na Náchodsku. Ve svém rodišti vychodil čtyři roky na místní obecné škole. Následně chodil jeden rok do školy ve Stříteži, tehdejším Burkersdorfu, dnes součásti Trutnova. Poté vystudoval gymnázium ve Dvoře Králové (1904–1913). V letech 1913–1917 pokračoval se studiem na kněžském semináři v Hradci Králové. Získal státní zkoušku z němčiny a uměl také rusky. Dne 2. června 1917 byl v Hradci Králové vysvěcen na kněze. Následně působil jako kaplan v Úpici, kooperátor v Dobrém (od 1918), kaplan v Nových Hradech/Hospodech (od 1920) a později také v Hradci Králové. Zároveň učil náboženství v obecných a měšťanských školách. V roce 1925 byl spolu s farářem Stejskalem hlavním iniciátorem nákupu nových kostelních zvonů pro kostel sv. Ducha v Hořičkách.

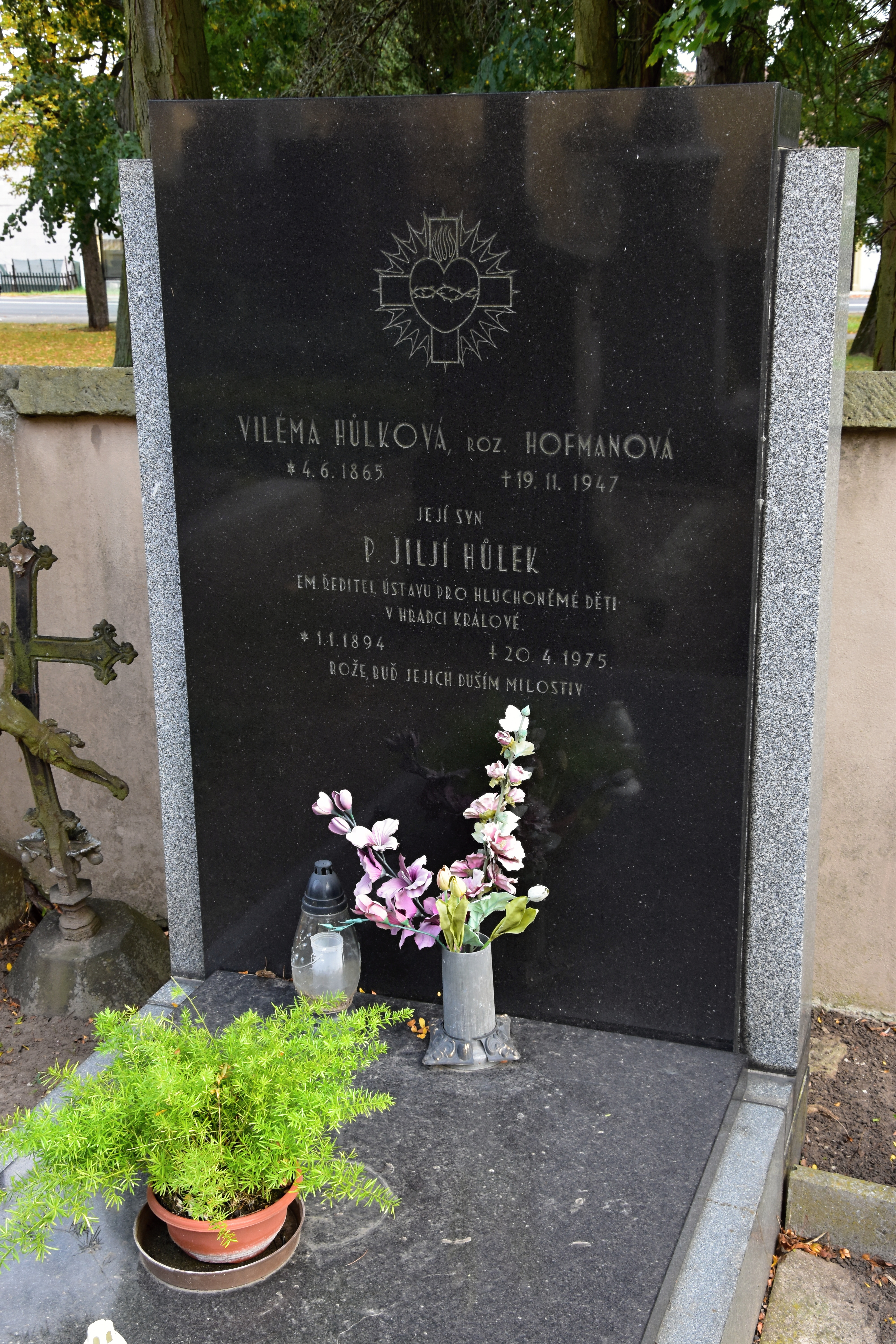
Hrob Jiljího Hůlka na hřbitově v Pouchově

V roce 1925 začal pravidelně hospitovat v Ústavu pro hluchoněmé v Hradci Králové. V roce 1926 se tam stal třídním učitelem. V roce 1928 složil v Praze odbornou zkoušku z vyučování hluchoněmých. V letech 1937–1955 (konkrétně 17. února 1937 až 31. srpna 1955) působil jako ředitel zmíněného ústavu, dále zde učil náboženství a mj. v ústavu v roce 1937 založil školní řemeslné dílny. Pro rozšíření poznatků absolvoval několik vysokoškolských kurzů v Praze a Brně i studijních cest po podobných ústavech v Československu i Jugoslávii. Za jeho vedení ústav prožil nucené stěhování z budovy Rudolfina do Borromea v době nacistické okupace i návrat dne 16. června 1946 zpět. Hůlek po válce zároveň získal pro rekreaci hluchoněmých dětí i objekt v Dolním Maxově v Jizerských horách. Na nátlak vojenské lékařské akademie však musel být ústav v roce 1952 opět přestěhován, dokonce z Hradce Králové do bývalého sanatoria Aloise Kutíka v Hořičkách u České Skalice., tedy do jeho rodné vsi. Hůlek byl velmi oblíbený mezi učitelským kolektivem i mezi dětmi.
V roce 1939 byl jmenován biskupským notářem.
Byl pohřben na hřbitově v Pouchově.